# Nationaal natuurreservaat Baai van de Canche
Nationaal natuurreservaat Baai van de Canche (Frans: Réserve naturelle nationale de la baie de Canche) is een natuurreservaat in Noord-Frankrijk dat de monding van de rivier Canche omvat. Deze monding behoort tot de Picardische estuaria en heeft de daarvoor typerende kenmerken, hoewel de beïnvloeding door de mens vanwege de nabijheid van bevolkingsconcentraties als Étaples en Le Touquet-Paris-Plage aanzienlijk is.
Het natuurreservaat omvat 505 hectare waarvan 465 ha. openbaar zeegebied zijn en de overige oppervlakte zich op de rechteroever van het mondingsgebied bevindt. Het ligt in het regionaal natuurpark Parc naturel marin estuaires picards et de la mer d'Opale..
De plantengroei is kenmerkend voor zandige oevers, duin- en waddengebied. Er zijn veel watervogels en ook vindt men er wilde zwijnen en vossen. Het duingebied is bijzonder, omdat de zandduinen vastgeplakt zijn aan oude kliffen.

## Externe link

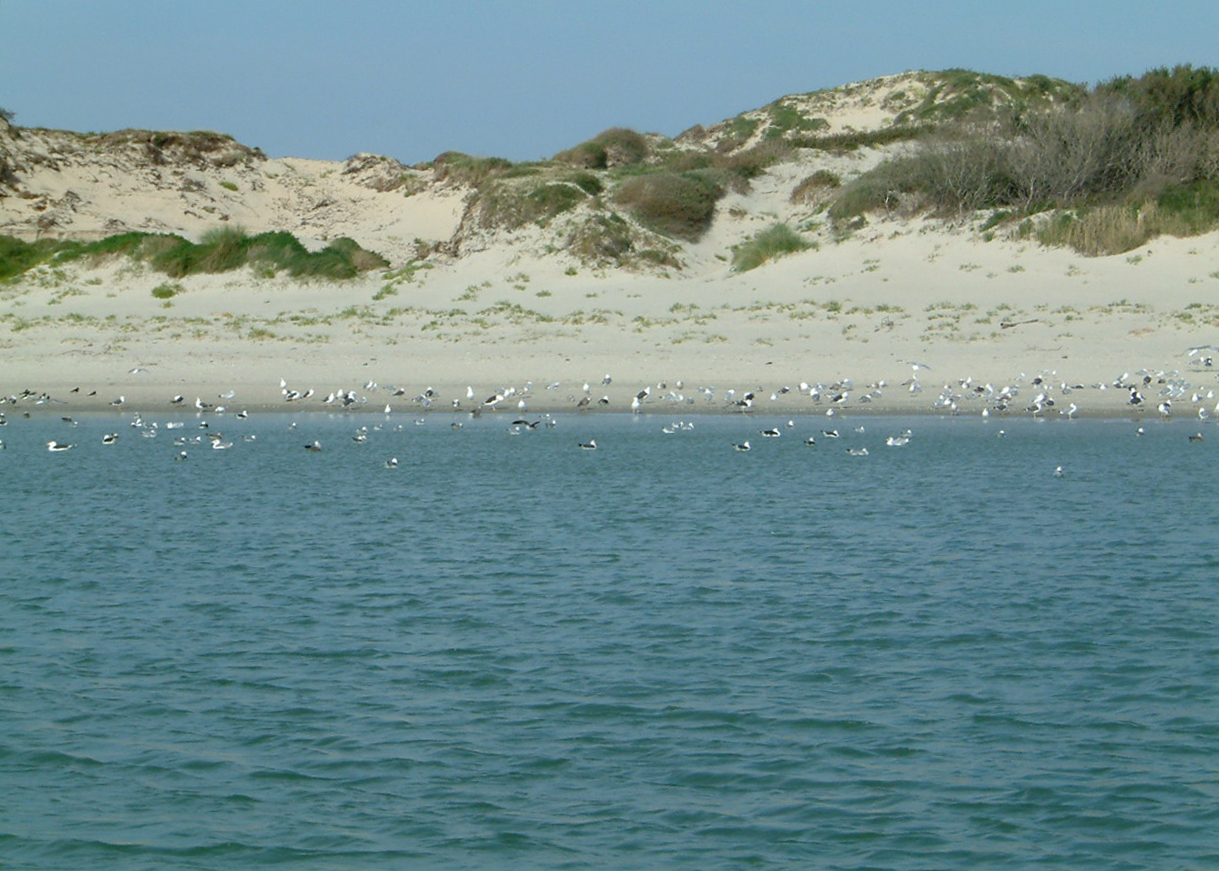
Zandduinen en watervogels